# Саніслеу (комуна)
Саніслеу (рум. Sanislău) — комуна у повіті Сату-Маре в Румунії. До складу комуни входять такі села (дані про населення за 2002 рік):
- Марна-Ноуе (355 осіб)
- Саніслеу (3193 особи) — адміністративний центр комуни
- Хоря (203 особи)

Комуна розташована на відстані 459 км на північний захід від Бухареста, 45 км на захід від Сату-Маре, 135 км на північний захід від Клуж-Напоки.

## Населення
За даними перепису населення 2002 року у комуні проживали 5195 осіб.
Національний склад населення комуни:
| Національність            | Кількість осіб | Відсоток |
| ------------------------- | -------------- | -------- |
| угорці                    | 2831           | 54,5%    |
| румуни                    | 1885           | 36,3%    |
| цигани                    | 345            | 6,6%     |
| німці                     | 119            | 2,3%     |
| українці                  | 4              | 0,1%     |
| чанго                     | 4              | 0,1%     |
| словаки                   | 1              | < 0,1%   |
| італійці                  | 1              | < 0,1%   |
| не вказали національність | 5              | 0,1%     |

Рідною мовою назвали:
| Мова                  | Кількість осіб | Відсоток |
| --------------------- | -------------- | -------- |
| угорська              | 3291           | 63,3%    |
| румунська             | 1882           | 36,2%    |
| німецька              | 11             | 0,2%     |
| українська            | 4              | 0,1%     |
| словацька             | 1              | < 0,1%   |
| італійська            | 1              | < 0,1%   |
| не вказали рідну мову | 5              | 0,1%     |

Склад населення комуни за віросповіданням:
| Релігія                             | Кількість осіб | Відсоток |
| ----------------------------------- | -------------- | -------- |
| римо-католики                       | 2630           | 50,6%    |
| православні                         | 1800           | 34,6%    |
| реформати                           | 644            | 12,4%    |
| греко-католики                      | 80             | 1,5%     |
| п'ятдесятники                       | 4              | 0,1%     |
| адвентисти                          | 3              | 0,1%     |
| лютерани (Аугсбурзького сповідання) | 3              | 0,1%     |
| унітарії                            | 2              | < 0,1%   |
| не релігійні                        | 1              | < 0,1%   |
| не вказали релігію                  | 11             | 0,2%     |